# Viviennea zonana
Viviennea zonana är en fjärilsart som beskrevs av William Schaus 1905. Viviennea zonana ingår i släktet Viviennea och familjen björnspinnare. Inga underarter finns listade i Catalogue of Life.